# Lev Prchala
Lev Prchala (ur. 23 marca 1892 w Śląskiej Ostrawie, zm. 11 czerwca 1963 w Feldbach w Austrii) – czeski wojskowy (generał armii), dowódca Legionu Czechów i Słowaków w Polsce podczas wojny obronnej 1939 r., działacz emigracyjny.

## I wojna światowa i walki z bolszewikami w Rosji
Od 1916 r. służył w 13 pułku piechoty armii austro-węgierskiej. Zdezerterował na stronę rosyjską i następnie w stopniu porucznika wstąpił do Legionu Czechosłowackiego w Rosji. Po zawarciu porozumienia z bolszewikami wraz ze swoimi oddziałami w 1920 r. został ewakuowany przez Władywostok do Czechosłowacji.

## Okres międzywojenny
Został członkiem czechosłowackiej misji podczas obrad nad traktatem pokojowym w Wersalu. W latach 1921–1923 studiował w Wyższej Szkole Wojennej we Paryżu. Do 1925 r. był dowódcą 1 Brygady Górskiej w Rużomberku (dostał wówczas awans do stopnia generała brygady), a do 1931 r. – 12 Dywizji Piechoty (od 1928 r. w stopniu generała dywizji). W latach 1931–1933 pełnił funkcję zastępcy szefa sztabu w Naczelnym Dowództwie Armii Czechosłowackiej. Był kandydatem na stanowisko szefa sztabu, ale przegrał z kandydaturą generała armii Ludvíka Krejčíego. Do 1939 r. był dowódcą Bratysławskiego Okręgu Wojskowego. W 1936 r. awansował do stopnia generała armii. Jednocześnie w 1938 r. został dowódcą 4 Armii na Morawach, a po podpisaniu układu monachijskiego – 3 Armii. Na początku 1939 r. mianowano go na krótko na stanowisko ministra finansów i spraw wewnętrznych. W dniach 6–14 marca, po stłumieniu przez rząd czechosłowacki dążeń do autonomii słowackiej, pełnił funkcję wojskowego gubernatora Rusi Podkarpackiej. Wobec ogłoszenia 14 marca przez Słowację niepodległości i zajęciu Czechosłowacji przez wojska niemieckie następnego dnia pozostał bez przydziału. 23 maja przyjechał do Polski i nawiązał kontakt z władzami wojskowymi w celu sformowania czeskich i słowackich oddziałów do walki z Niemcami.

## II wojna światowa i emigracja
3 września 1939 r. stanął oficjalnie na czele Legionu Czechów i Słowaków utworzonego dekretem Prezydenta RP Ignacego Mościckiego. Wobec szybkich postępów wojsk niemieckich wraz z częścią legionistów przeszedł do Rumunii, a następnie znalazł się w Wielkiej Brytanii. Przez cały okres wojny pozostawał w dyspozycji emigracyjnego rządu czechosłowackiego Edvarda Beneša. Był jego przeciwnikiem, zajmując stanowisko prawicowe. Skłaniał się ku odbudowie po wojnie osobnego państwa czeskiego. Po zakończeniu wojny pozostał na emigracji, działając m.in. w Czeskim Komitecie Narodowym w Londynie i współpracując z organizacjami Niemców sudeckich.

## Odznaczenia
- Krzyż Wojenny 1914-1918 – dwukrotnie
- Order Sokoła z mieczami
- Czechosłowacki Medal Rewolucyjny
- Czechosłowacki Medal Zwycięstwa 1918
- Officier Legii Honorowej – Francja
- Distinguished Service Order – Wielka Brytania
- Europejska Nagroda Karola Ziomkostwa Sudeckoniemieckiego (1958)